# Ladone (drago)
Ladone (in greco antico: Λάδων?) è una creatura della mitologia greca ed era un drago dalle cento teste che sorvegliava i pomi d'oro del giardino delle Esperidi nel nord Africa occidentale, probabilmente l'odierno Marocco.

## Genealogia
La maggior parte degli autori scrive che sia figlio di Forco e di Ceto, mentre secondo altre tradizioni era figlio di Tifone e di Echidna.

## Mitologia
Dopo che fu ucciso da Eracle, la dea Era lo trasformò nella costellazione del Dragone.
Esiste un'altra versione della storia nella quale Eracle mandò Atlante a prendere le mele d'oro nel giardino delle Esperidi e Ladone non venne ucciso.